# Еллен Детлоу
Еллен Детлоу (англ. Ellen Datlow; нар. 31 грудня 1949, Нью-Йорк) — американська редакторка та антологиня наукової фантастики, фентезі й жахів. Лауреатка Всесвітньої премії фентезі та премії Брема Стокера (Асоціація письменників жахів).

## Біографія
Детлоу розпочала свою кар'єру, працюючи протягом трьох років у видавництві Holt, Rinehart and Winston, а також у видавничій групі Crown Publishing Group. З 1981 по 1998 рік вона працювала редакторкою художньої літератури в журналах Omni та Omni Online, а також редагувала десять пов'язаних з ними антологій Omni. Вона була співредакторкою серії «Найкращі фентезі та жахи року» з 1988 по 2008 рік (з Террі Віндлінґ до 2003 року, пізніше з Ґевіном Ґрантом та Келлі Лінк до завершення серії). Вона також була редакторкою вебжурналу «Горизонт подій: наукова фантастика, фентезі та жахи» з 1998 по 1999 рік, а також журналу Sci Fiction до припинення його видання 28 грудня 2005 року.
Детлоу була редакторкою антологій «Премія Неб'юла, вітрина 2009», «Темрява: Два десятиліття жаху» (2010), «Привиди» (2013), «Книга заклинань королеви Вікторії» (з Террі Віндлінґ, Tor Books, 2013), «Монстри Лавкрафта» (2014), «Роздільне» (2014), «Жахливе» (2015), «Кошмари» (Tachyon Publications, 2016), «Колекція ляльок» (2016), «Божевільні капелюшники та березневі зайці» (2017), «Диявол і глибина» (2018), «Коли темніють речі» (2021).
Зараз вона редагує «Найкращі жахи року», що видається видавництвом Night Shade Books, щорічний збірник вибраної художньої літератури та поезії в жанрі жахів, опублікований у попередньому році. До нього увійшли твори таких відомих письменників, як Лейрд Баррон, Стівен Ґрем Джонс, Майкл Маршалл Сміт, Джо Р. Ленсдейл і Ніколас Ройл.

## Нагороди
- 1989: Всесвітня премія фентезі за найкращу антологію, «Найкраще фентезі року: Перша щорічна збірка» (разом з Террі Віндлінґом)
- 1990: Всесвітня премія фентезі за найкращу антологію, «Найкраще фентезі року: Друга щорічна збірка» (разом з Террі Віндлінґом)
- 1992: Всесвітня премія фентезі за найкращу антологію, «Найкраще фентезі року: Четверта щорічна збірка» (разом з Террі Віндлінґом)
- 1995: Всесвітня премія фентезі за найкращу антологію, «Малі смерті»
- 1995: Всесвітня премія фентезі, спеціальна нагорода
- 2000: Всесвітня премія фентезі за найкращу антологію, «Срібляста береза», «Кривавий місяць» (разом з Террі Віндлінґом)
- 2003: Всесвітня премія фентезі за найкращу антологію, «Зелена людина» (разом з Террі Віндлінґом)
- 2007: Всесвітня премія фентезі за найкращу антологію, «Салон "Фантастика"» (разом з Террі Віндлінґом)
- 2008: Всесвітня премія фентезі за найкращу антологію, «Інферно»
- 2010: Премія Брема Стокера за досягнення, зроблені за життя[7]
- 2014: Всесвітня премія фентезі за досягнення, зроблені за життя[8]
- 2020: Премія Г'юґо найкращому редактору, коротка форма[9]
- 2020: Премія Брема Стокера за неперевершені досягнення в антології, «Відлуння: Антологія примарних історій»[10]